# Josiane Alfonsi

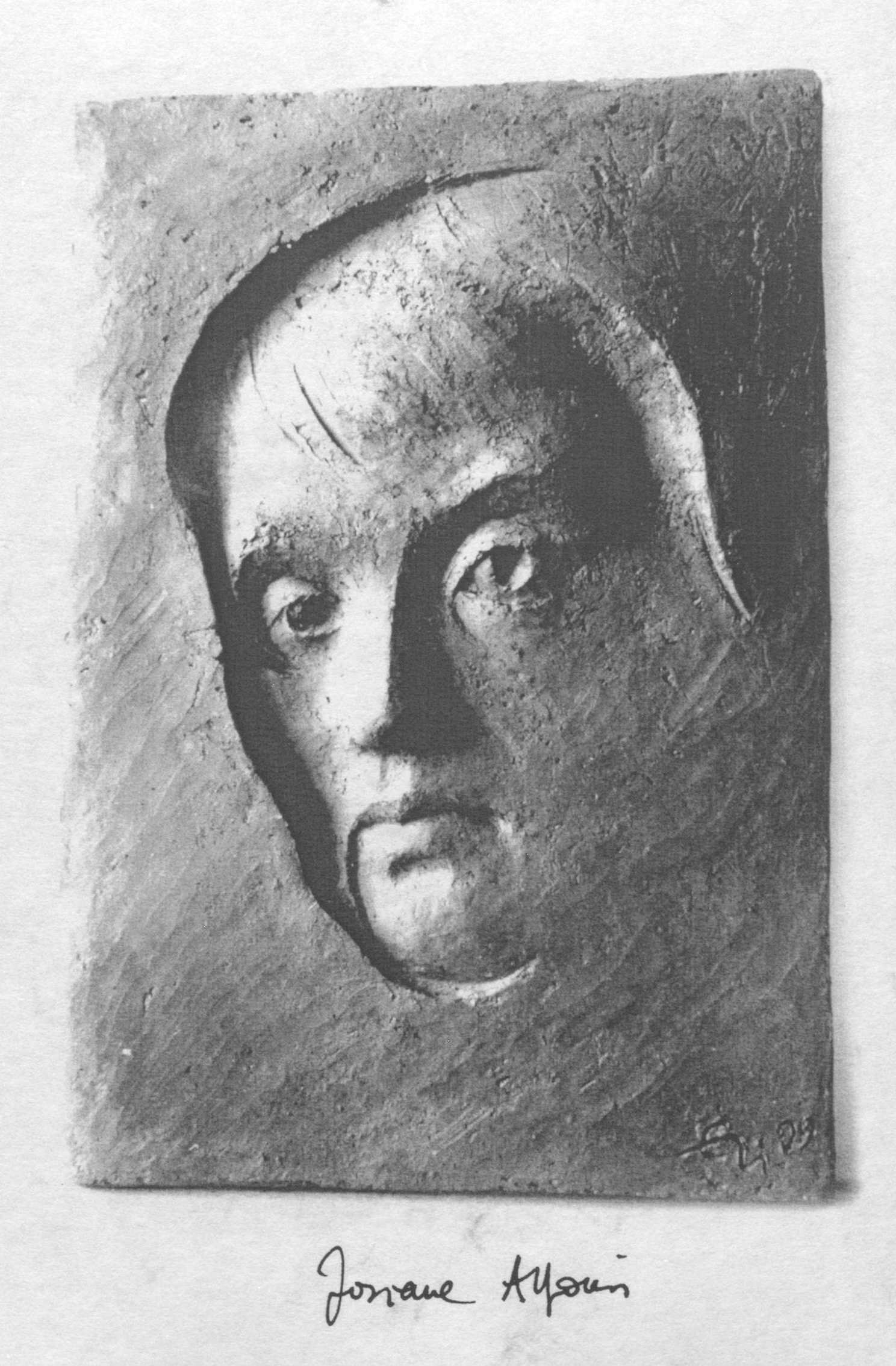
Josiane Alfonsi. Relief von Eva Zippel.

Josiane Alfonsi (* 12. Dezember 1944 in Valence (Frankreich)) ist eine deutsch-französische Lyrikerin. Sie lebt in Tübingen.

## Ausbildung und Beruf
Josiane Alfonsi besuchte die Französische Schule in Donaueschingen und das Gymnasium in Frankreich. Sie studierte in Nizza Literaturwissenschaft und Italianistik. An der Eberhard-Karls-Universität in Tübingen studierte sie Völkerkunde und empirische Kulturwissenschaften. Seit 1990 arbeitet sie im Hölderlinturm in Tübingen und macht dort auch Führungen.

## Lyrikerin
Alfonsi ist seit 1990 vor allem in der südwestdeutschen Literaturszene aktiv. Sie schreibt deutsche und französische Texte. Auch leistete sie ihren Beitrag zu einer Reihe von Gedichtbänden.

## Mitgliedschaften
Alfonsi ist Mitglied im
- Verband deutscher Schriftstellerinnen und Schriftsteller (VS)
- Institut International de Géopoétique

## Publikationen

### Gedichtbände
- Je suis / Du bist. Gedichte 1980-1990. Französisch und deutsch. Übersetzung: Valérie Lawitschka. Hölderlin-Gesellschaft, Tübingen 1990, DNB 910052220, S. 47.
- Arno Piechorowski (Hrsg.): Kultur / Culture. Gedichte deutsch und französisch,. Aldus-Presse, Reicheneck 1997, DNB 971849293, S. 27.
- Le temps du dire / Sagen-Zeit. Gedichte französisch und deutsch, Übersetzung von Valérie Lawitschka, Nachwort von Curt Meyer-Clason, Schriftenreihe Lyrik im Hölderlinturm. Attempto, Tübingen 1998, ISBN 978-3-89308-281-0, S. 82.

### Beiträge in Anthologien
- Dégel / Zeit der Schmelze. In: Hommage à Hölderlin. Hölderlin-Jahrbuch 1994/95, Bd. 29, Stuttgart, 1995.
- Zwischen den Zeiten. Zwischen den Welten. Ein Almanach 1995. Hrsg. Literaturforum im Brecht-Haus, Berlin, 1995.
- Gestohlene Gedichte / Poèms volés. In: Dem Dichter des Lesens: Gedichte für Paul Hoffmann / von Ilse Aichinger bis Zhang Zao. Hrsg. von Hansgerd Delbrück in Zusammenarbeit mit Wolfgang Zwierzynski. Attempto-Verlag: Tübingen, 1997, ISBN 978-3-89308-261-2, S. 392.
- Terre! Land!. In: Terre des Femmes, S. 34, Tübingen, 3/1997
- Die Lehre der Fremde. Die Leere des Fremden. Texte zum 2. Würth Literaturpreis. Hrsg. von Curt Meyer-Clason / Joao Ubaldo Ribeiro / Jürgen Wertheimer, Konkursbuchverlag: Tübingen, 1997, ISBN 978-3-88769-114-1, S. 224.
- Stuttgart. In: Eva Zippel: Plastische Skizzen: von Gästen und Freunden des Stuttgarter Schriftstellerhauses, mit Gedichten und Prosabeiträgen der Portraitierten. Hrsg. von Armin Elhardt, Edition Wuz: Freiberg a. N., 2000, DNB 959583076, S. 40
- Poesie / poésie. Zeitgenössische Dichtung aus Frankreich und Deutschland. Anthologie von Gérard Blua und Sergiu Stefanescu, ISBN 3-937139-00-1. Pop, Ludwigsburg 2004. 168 Seiten.[4]

### Rundfunkbeiträge
- Josiane Alfonsi bei Radio Sirene Tübingen, 1997
- Lyrik heute, SWR2 Landesstudio Tübingen, 1997
- Die Nacht der Poesie, Freies Radio für Stuttgart, 1999
- Literatur im Land, Südwestrundfunk (SWR) Tübingen, 1999

## Auszeichnungen
- 1997 Würth-Literaturpreis der Universität Tübingen; Jürgen Wertheimer hielt die Laudatio Die Lehre der Fremde
- 1999 Stipendiatin im Stuttgarter Schriftstellerhaus
- 2001 Stipendiatin der Calwer Hermann-Hesse-Stiftung[3]